# Cretula

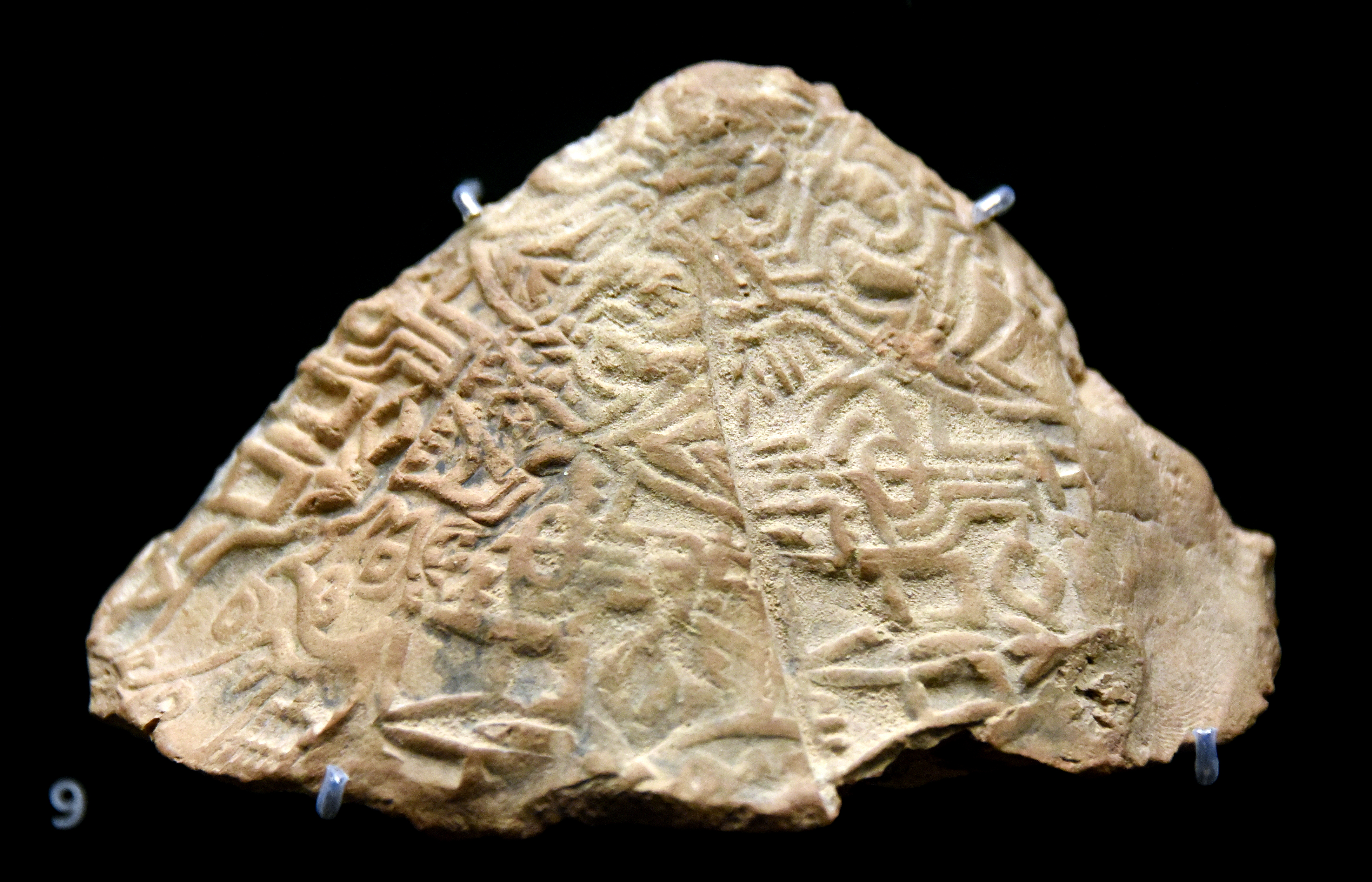
Frammento di cretula posta a sigllo di una porta (Periodo Protodinastico I)

Nel Vicino Oriente antico, la cretula (dal latino cretŭla, diminutivo di creta, «argilla»; plurale: cretule o, in latino, cretulae) era una massa di materiale plasmabile (comunemente argilla) applicata a chiusura di contenitori o porte e lasciata poi essiccare. Sulla cretula ancora malleabile veniva in genere impresso un sigillo: l'integrità della cretula testimoniava la mancata manomissione del contenuto.
Spesso, al posto del termine cretula è usato come sinonimo il termine bulla (in latino, 'bolla'; plurale: bullae). È stato ad un certo punto proposto di destinare il termine bulla ad un diverso strumento di certificazione. La bulla così intesa era una sorta di palla di argilla essiccata, usata per contenere strumenti contabili detti calculi. Anche sulle bullae veniva impresso il sigillo di uno o più funzionari per certificarne il contenuto.
L'avvento della cretula come strumento amministrativo va collocato nella fase matura della rivoluzione urbana (Tardo-Uruk, fine del IV millennio a.C.), con la formazione dello Stato, il sorgere dei primi grandi centri urbani (a partire da Uruk) e il consolidarsi di un sistema sociale centrato sulla disuguaglianza. L'artigianato specializzato così come l'edilizia, con la produzione di massa di oggetti in ceramica e la costruzione di imponenti edifici monumentali, ma anche l'agricoltura, l'allevamento e il commercio, erano tutte attività fortemente controllate dalla classe dirigente. In cambio del sostentamento e della protezione offerti dalle élite, il popolo risultava alienato di tutto il prodotto del proprio lavoro. In questo contesto, sigilli, bullae e cretulae (e poi tavolette d'argilla con segni numerici e pittografici) rappresentavano strumenti di contabilità e di convalida per un sistema amministrativo sempre più complesso.

## Terminologia
I due termini, cretula e bulla, sono in genere usati come sinonimi. Enrica Fiandra e Marcella Frangipane hanno proposto di usare bulla per indicare il contenitore cavo, di argilla essiccata, usato a partire dal Periodo di Uruk per custodirvi dei "contrassegni" con funzioni contabili (detti dagli storici calculi), e di usare cretula per indicare quell'oggetto usato sempre a partire dal Periodo di Uruk per sigillare ad esempio porte o contenitori e che reca da un lato l'impronta del sigillo e dall'altro l'impronta dell'oggetto sigillato.

## La nascita della sfragistica nel Vicino Oriente antico

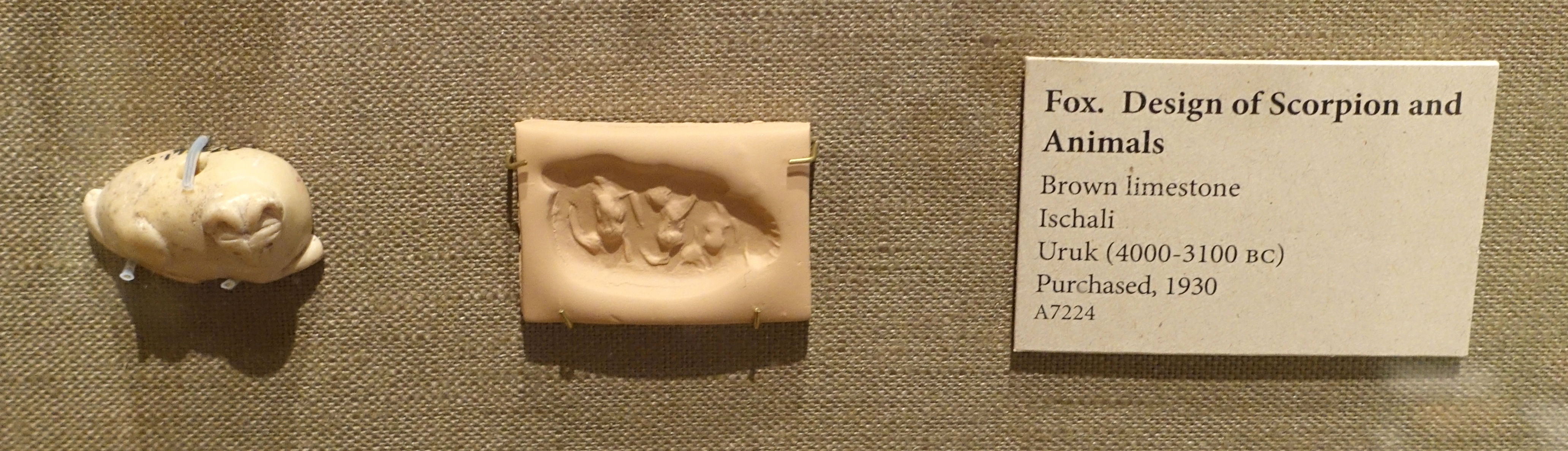
Sigillo a stampo da Uruk (Oriental Institute Museum, University of Chicago, DSC07204)

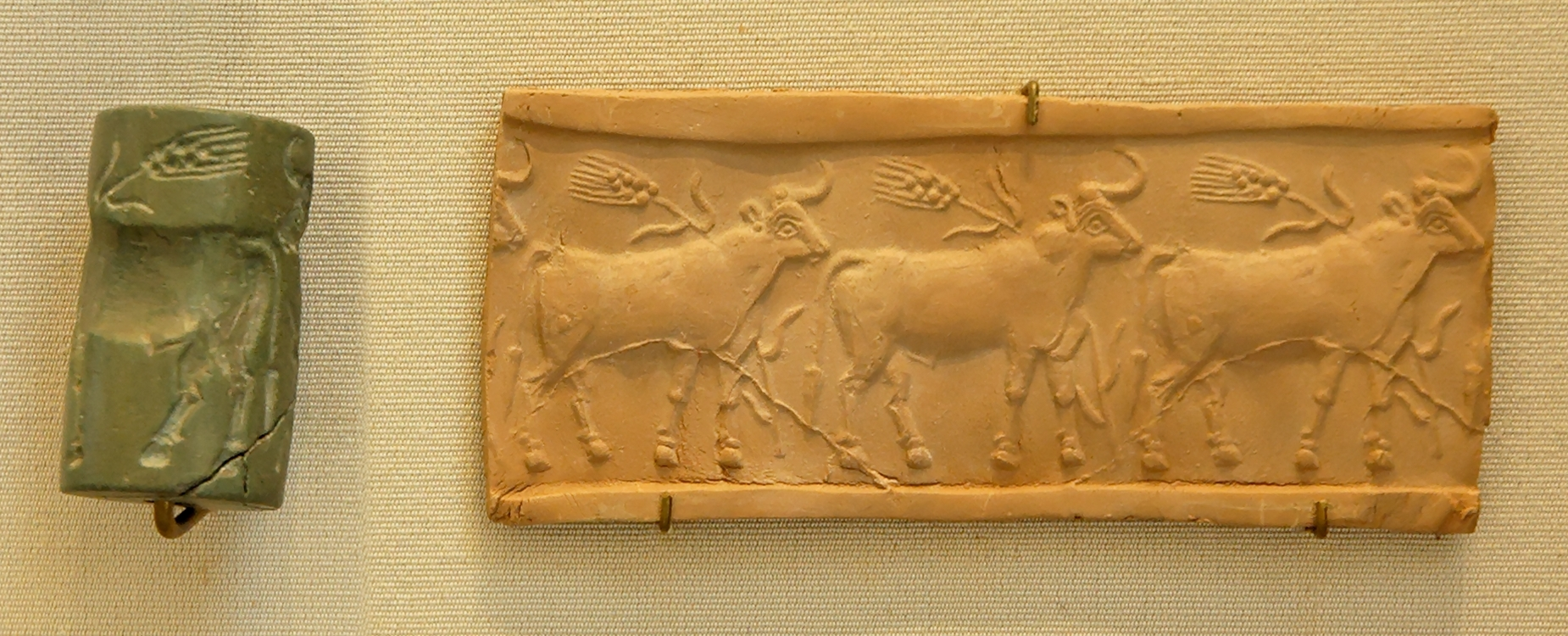
Sigillo cilindrico in calcare del Periodo di Uruk che raffigura bestiame in un campo coltivato a cereali (Louvre, MNB 1906)

Con la Rivoluzione urbana, le popolazioni mesopotamiche si dotarono di sistemi organici di computo e misura. Parallelamente, concepirono dei sistemi che consentissero alle amministrazioni di registrare (e in tal modo garantire) le operazioni di calcolo. Questi strumenti di contabilizzazione e registrazione scritta di quantità rappresentarono, come scrive Mario Liverani, "il coronamento del processo di specializzazione lavorativa e di spersonalizzazione dei rapporti lavorativi e retributivi".

### Sigilli a stampo e sigilli cilindrici
Il primo passo in questa direzione fu l'adozione del sigillo come strumento di convalida personale: ciascun sigillo apparteneva ad un singolo funzionario, con diversi ruoli e responsabilità all'interno di una definita gerarchia.
Con il Periodo di Uruk (IV millennio) cambiò tanto la forma quanto l'uso dei sigilli. Il sigillo diventò un cilindro (il cosiddetto sigillo cilindrico), che imprimeva forme sull'argilla fresca attraverso la rotazione: le strisce ottenute erano dunque lunghe a piacere. L'utilità del sigillo cilindrico consisteva soprattutto nella velocità con cui la superficie veniva impressa.

## Funzione dellecretulae

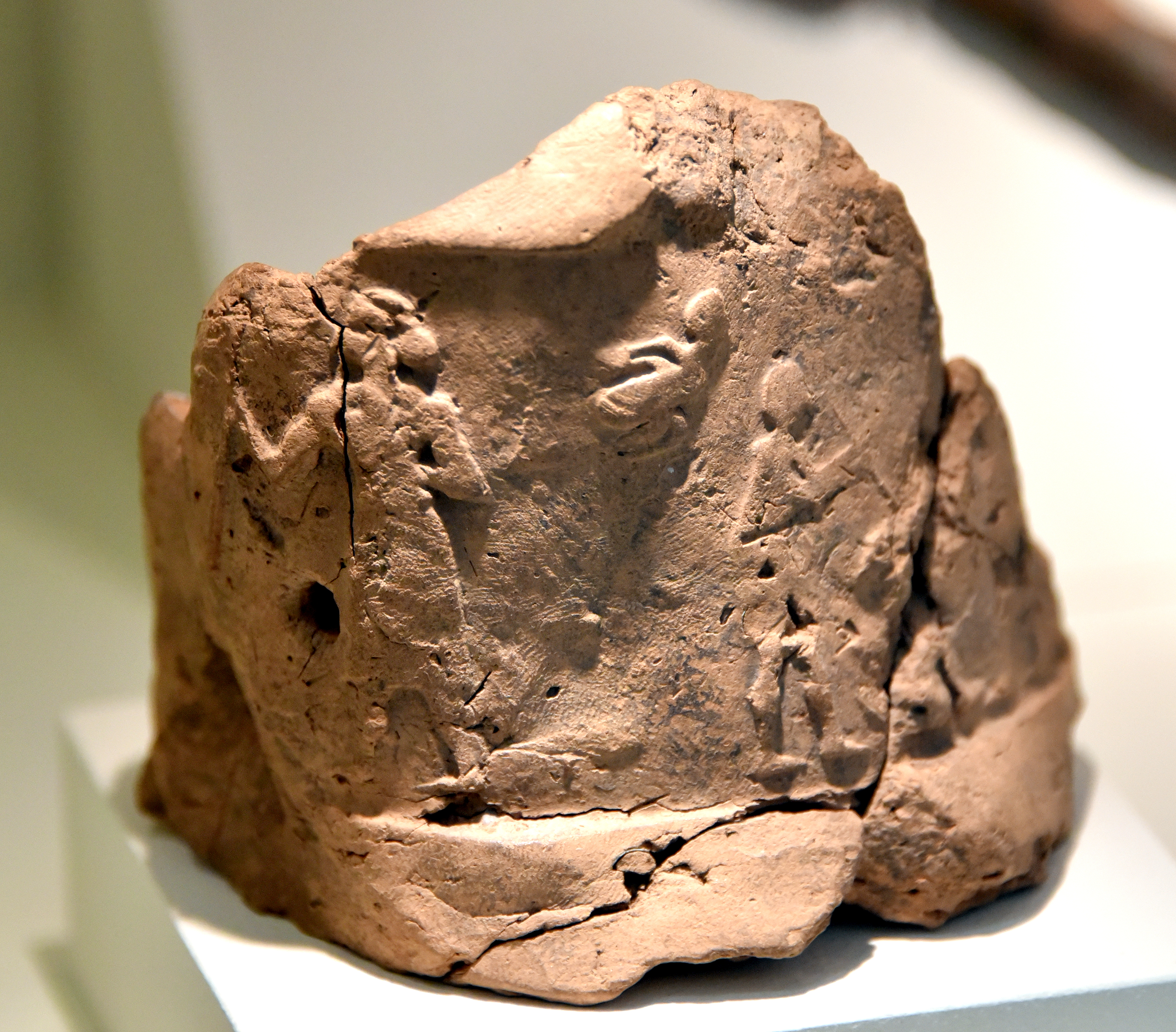
Frammento di cretula posta a sigillo di un vaso con impronta di sigillo cilindrico (metà del IV millennio, da Uruk, Pergamon Museum)

Nel contesto di quel grande sistema redistributivo che era il polo templare-palatino, i sigilli assunsero una nuova funzione, quella di chiusura di contenitori, come vasi o sacchi, o di stanze destinate a magazzino (sulla serratura o sul chiavistello). I nodi posti a chiusura dei contenitori o delle stanze venivano serrati da un "pacco di argilla" (secondo la descrizione di Liverani) impresso dal sigillo del funzionario, di modo che l'apertura del contenitore o della stanza comportava la rottura del sigillo. L'apertura e la risigillatura di contenitori e stanze, che spesso avveniva più volte ogni giorno, divennero procedure codificate, che preservavano l'integrità dei beni conservati e la legittimità del loro eventuale uso. Tali sigilli, indicati indifferentemente come bullae o cretulae dagli studiosi, vanno definiti cretulae secondo le indicazioni di Marcella Frangipane: le cretule sono caratterizzate dall'impronta, da un lato, del sigillo del funzionario e, dall'altro, dello stesso oggetto sigillato.
Le cretulae, anche dopo esser state infrante e rimosse, rappresentavano un documento contabile, perché rinviavano all'avvenuta operazione amministrativa di apertura dei contenitori o delle porte di depositi e magazzini. Di qui la necessità di archiviare anche le cretulae rotte. Dopo esser state conservate per qualche tempo a ricordo dell'operazione venivano concentrate e dismesse in scarichi posti in prossimità dei magazzini.

## Lebullaee icalculi

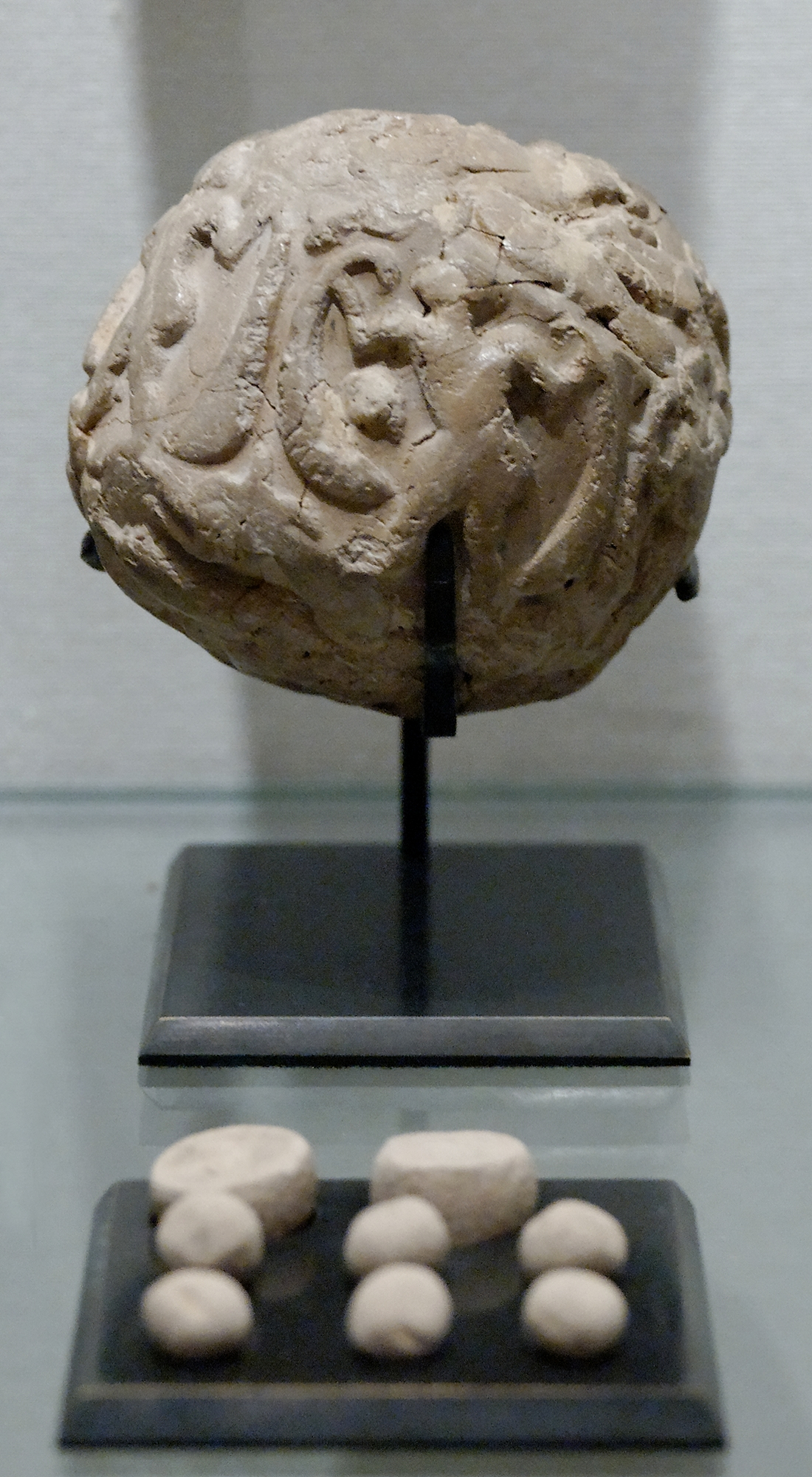
Una bulla e dei contrassegni (calculi) del Periodo di Uruk esposti al Louvre

L'uso di cretule era relativo alla circolazione di beni (con sigillatura dei contenitori) o alla loro conservazione (sigillatura di porte). Esistevano però altre operazioni non direttamente legate, almeno fisicamente, a specifici oggetti e che pure richiedevano autenticazione. Si trattava in genere di disposizioni che giungevano a funzionari periferici dall'amministrazione centrale. Si ricorreva in questi casi a piccoli oggetti, in terracotta o pietra o osso, detti dagli storici moderni calculi o "contrassegni" (in ambito archeologico spesso indicati in inglese come tokens, cioè 'gettoni'), che dovevano rappresentare la natura del bene e la quantità, ed erano dunque strumenti di computo.
Nel Periodo di Uruk, a protezione dei calculi, si prese ad inserirli in involucri tondeggianti, di argilla o bitume, sulla cui superficie erano apposti sigilli che identificavano persone (soprattutto funzionari). Tali involucri, che misurano tra i 5 e i 7 centimetri, sono detti dagli storici bullae.